# Se acabó la gasolina
Se acabó la gasolina (en inglés: The Tuttles of Tahiti) es una película de 1942 dirigida por Charles Vidor y protagonizada por Charles Laughton y Jon Hall.

## Argumento
Después de una larga ausencia de la isla, Chester Tuttle regresa a Tahití para encontrar pocos cambios. Su gran familia, especialmente su intrigante tío Jonas, prefieren bailar y vivir la vida que trabajar para ganarse la vida. Cuando Jonas pierde la plantación de la familia en una pelea de gallos, Chester salva el día remolcando un gran barco abandonado y reclamando los objetos recuperados. 

## Reparto
- Charles Laughton como Jonas Tuttle.
- Jon Hall como Chester Tuttle.
- Victor Francen como Dr. Blondin
- Gene Reynolds como Ru Tuttle.